# カールグスタフ pvg m/42
カールグスタフ Pvg m/42（スウェーデン語: Carl Gustaf Pansarvärnsgevär modell 1942、“1942年型対戦車銃”の意）は、スウェーデンで開発された対戦車ライフル（無反動砲）である。

## 概要
スウェーデンの王立陸軍製造管理局(KAFT:Kungliga Armé Förvaltningen Tyg departement,(スウェーデン語版)によって設計され、カールグスタフ銃器工廠(スウェーデン語版)が製造した対戦車ライフルで、“ライフル（小銃）”の名称だが、作動方式は後方噴射式の無反動砲と同一であり、実際は小口径の無反動砲である。
無反動砲の構造を採り入れたことにより、対戦車ライフルとしては大口径に属する弾頭径20mmの弾薬を用いながら、その重量は列国の20mm口径級対戦車ライフルの中でも最も軽量であり、個人による運搬が可能で、反動も非常に小さく、口径20mmの大口径火器でありながら、三脚架等を用いずに通常の小銃のように手で構えて立射する（無反動砲の構造上、実際の射撃は肩に担ぐ形で行う）ことが可能だった。弾頭威力も100mで40mmの装甲板が貫通可能と、開発当時の対戦車ライフルとしては十分なものであった。
しかし、構造的な問題点として、最後端の閉鎖器尾栓部にある発射ガス噴出孔 が、発射する毎に腐蝕・摩耗するため、累計射数に応じて交換しなければならない部品となっていたが、徹甲弾用の強装薬なら20発程度、榴弾および訓練弾なら40発程度を発射すると、実用に耐えうる銃口初速が発揮できない状態にまで劣化してしまうため、連続発揮可能な射数は平均して徹甲弾で20発、榴弾で40発程度であり、この尾栓命数の短さは本銃の大きな欠点となった。また、装薬量が多いために銃口から発生する発射炎が大きく、後方にも爆風と共に大きな火炎が噴出する（※#外部リンクの実射動画参照）ため、発砲時に位置が露見しやすく、通常の対戦車ライフルのように屋内や掩体壕のような狭い空間内から射撃することはできない、周囲に可燃物があるような環境では発砲は危険である、という欠点もあった。
Pvg m/42は、無反動式の機構自体は優れていながらも、口径が小さ過ぎ、有用な対戦車兵器としては成形炸薬弾を用いた大口径の弾頭が必要であるとされ、成功したとは言い難い結果に終わったが、本銃の開発で得られた「対戦車兵器としての無反動火器」としての経験は、後継のカールグスタフ 84mm無反動砲に活かされている。

## 開発・配備
それまでスウェーデン軍が使用していた対戦車銃であるPvg m/21(Pansarvärnsgevär modell 1921)、及びG m/39(Gevär modell39)、G m/40(Gevär modell 40) を代換するものとして、1940年より、イギリスの発明家であり兵器開発者でもある、チャールズ・デニストン・バーニー卿(Charles Dennistoun Burney, 2nd Baronet(英語版) を技術顧問に迎え、ヒューゴ・アブラハムッソン(Hugo Abrahamsson)、ハラルド・ヤンツェン(Harald Jentzen)大尉の両名を開発主任として開発が始められ、同年9月には最初の試作品が完成、1941年には最終的な試作品が完成し、試験の結果、翌1942年8月に“Pvg m/42”として制式採用された。
試験の結果は好調であり、1942年8月から1944年7月にかけて3,219挺が発注されたが、威力的に既に列国の戦車の装甲に対してはこの貫通力では対戦車兵器としての有効性が低い、と結論され、製造は第二次世界大戦の終結した1945年をもって1,000挺で打ち切られた。製造され納入された1,000挺のうち半数の500挺には製造上の問題から前述の閉鎖器尾栓部が規定通りの強度を発揮できないと診断され、訓練用に使用されたのみである。
1948年からは後継のカールグスタフ 84mm無反動砲(Granatgevär m/48 (Grg m/48)に置き換えられ、予備兵器となった。

## 使用弾薬
Pvg m/42は専用のボフォース社製20x180R弾のみが使用できた。この弾薬は弾頭直径20mmに対して薬莢の最大直径が42.7mmもあり、弾頭と接続する頸部（ネック）に向かって薬莢の肩部（ショルダー）が大きく絞られた、“ボトルネック”形状の起縁式薬莢（リムドカートリッジ） になっている。無反動砲方式の銃弾のため、底板は外縁及び中央の雷管部分以外は装薬の発火と同時に破砕されて吹き飛ぶ、栓様の構造になっており、これにより後方にも装薬の燃焼ガスを噴出することによって発射反動を相殺した。そのため、薬莢は通常の20mm弾と比較すると遥かに大きい装薬容量を持つが、発揮される銃口初速は装薬量に対してそれほどには高くはない。
弾頭は曳光剤入り徹甲弾（弾頭重量 108g、銃口初速 950m/秒）のslpprj m/42及び榴弾（弾頭重量 130-150g、銃口初速 800-820m/秒）のsgr m/43があり、この他に訓練弾が用意されていた。
有効射程はおおよそ300mで、徹甲弾を使用した場合には100mの距離で垂直に立てられた40mmの装甲鋼板を貫通できた。

## 参照元
- Pvg m/42 - Anti Tank m/42
  - Gev m/39 & Gev m/40
- Carl Gustav pvg m/42 recoilless anti-tank rifle (Sweden)
- Antitank rifle Carl Gustav pvg m/42
- TRANSITIONAL ANTI-TANK RIFLE: THE CARL GUSTAV M/42
- rifle / ECRA-ECDV 20 180 BBC 020